# Norman Rosten
Norman Rosten (* 1. Januar 1913 in New York City; † 7. März 1995 ebenda) war ein US-amerikanischer Schriftsteller.
Rosten besuchte das Brooklyn College und die New York University und studierte an der University of Michigan, wo er mit Arthur Miller die gleiche Klasse für Drama besuchte. 1939 ging er nach New York zurück, wo er Gedichte und Hörspiele verfasste. Mit seinem ersten Gedichtband Return Again, Traveler wurde er 1940 Gewinner der Series of Younger Poets der Yale University, was ihm ein Guggenheim-Stipendium einbrachte.
In der Folgezeit veröffentlichte er Gedichte u. a. in der Zeitschrift The New Yorker. Nach mehreren Gedichtbänden erschienen 1979 Selected Poems. Sein erstes Drama First Stop to Heaven wurde 1941 in New York nur achtmal aufgeführt, weit mehr Erfolg hatte er mit den nächsten Werken wie Mister Johnson, das 1956 am Broadway uraufgeführt wurde und später James Earl Jones am Equity Library Theater zum Durchbruch verhalf, Mardi Gras, The Golden Door und Come Slowly, Eden, einem Porträt der Dichterin Emily Dickinson.
Sein erster Roman Under the Boardwalk erschien 1968 und wurde vom Literaturkritiker der New York Times, Ronald Sukenick in der Tradition von Sherwood Anderson gesehen. Es folgten die Romane Over and Out (1972), Love in All Its Disguises (1981) und Neighborhood Tales (1986). 1972 verfasste er das Drehbuch zu Sidney Lumets Film A View from the Bridge (Blick von der Brücke). Sein bekanntestes Werk wurde Marilyn: An Untold Story, eine Biographie der Schauspielerin Marilyn Monroe, mit der er während ihrer letzten Lebensjahre befreundet war. Später schrieb er auch das Libretto zu Ezra Ladermans Oper Marylin, die 1992 an der New York City Opera uraufgeführt wurde. 1979 ernannte ihn der Borough-Präsident Howard Golden zum poet laureate von Brooklyn.